# 米日吉里亞 (比洛吉里亞區)
50°0′22″N 26°14′37″E / 50.00611°N 26.24361°E
米日吉里亞（烏克蘭語：Міжгір'я），是烏克蘭西部的村莊，隸屬赫梅利尼茨基州的舍佩蒂夫卡區。該村始建於1750年，面積0.09平方公里，海拔高度268米，2001年人口198，人口密度每平方公里2,200人。